# Straalscherm
De straalscherm (Orlaya grandiflora) is een eenjarige, kruidachtige plant, die tot de schermbloemenfamilie behoort. De soort komt van nature voor in Zuid- en Midden-Europa, Noord-Afrika en Zuidwest-Azië en is inheems in Wallonië. De plant wordt gebruikt in de siertuin. De geur van de plant lijkt op die van de wilde peen. Het aantal chromosomen is 2n = 20.
De 10-50(70) cm hoge plant heeft rechtopstaande, vaak sterk vertakte stengels en heeft een spoelvormige penwortel. De kale stengel is hoekig gegroefd. De onderste, 5-15 cm lange bladeren zijn gesteeld, de bovenste zijn zittend. De bladeren hebben een steunblad. Het blad is twee tot drie keer geveerd en aan de onderkant kaal of borstelig behaart met een gewimperde rand. De lancetvormig-lineaire blaadjes zijn ingesneden. De bladpunten van de blaadjes van de laatste orde zijn smal en meestal niet meer dan 1 mm breed.
De straalscherm bloeit vanaf juni tot in augustus met witte bloemen. De 5 cm grote bloeiwijze is een samengesteld scherm met 5-12 stralen. Het omwindsel heeft 5-8 schutbladen. De meeste van de schutbladen zijn elliptisch-lancetvormig met een vliezige rand en eindigen in een punt. Ook de schutbladen van het omwindseltje hebben een vliezige rand. De schermen bevatten twee tot vier vrouwelijke en een groter aantal mannelijke bloemen. De randbloemen hebben twee 10-18 mm lange kroonbladen en drie, diep tweelobbige, 3-4 mm grote kroonbladen. De lijnvormige kelkblaadjes zijn lichtgroen. De stijlen zijn veel langer dan de schijfvormige stylopodia.
De eivormige vrucht is een bruine, tweedelige splitvrucht. De 6-10 mm lange, afzonderlijke vruchten zijn ovaal en op de vijf hoofdribben dicht bezet met ongeveer 3 mm lange, haakvormige stekels, die een rol spelen bij de verspreiding door dieren (epizoöchorie). De vier gekielde nevenribben hebben 2-3 rijen kleinere stekels. De groeven hebben ieder een oliestriem. De carpoforen zijn tot in het midden gespleten.

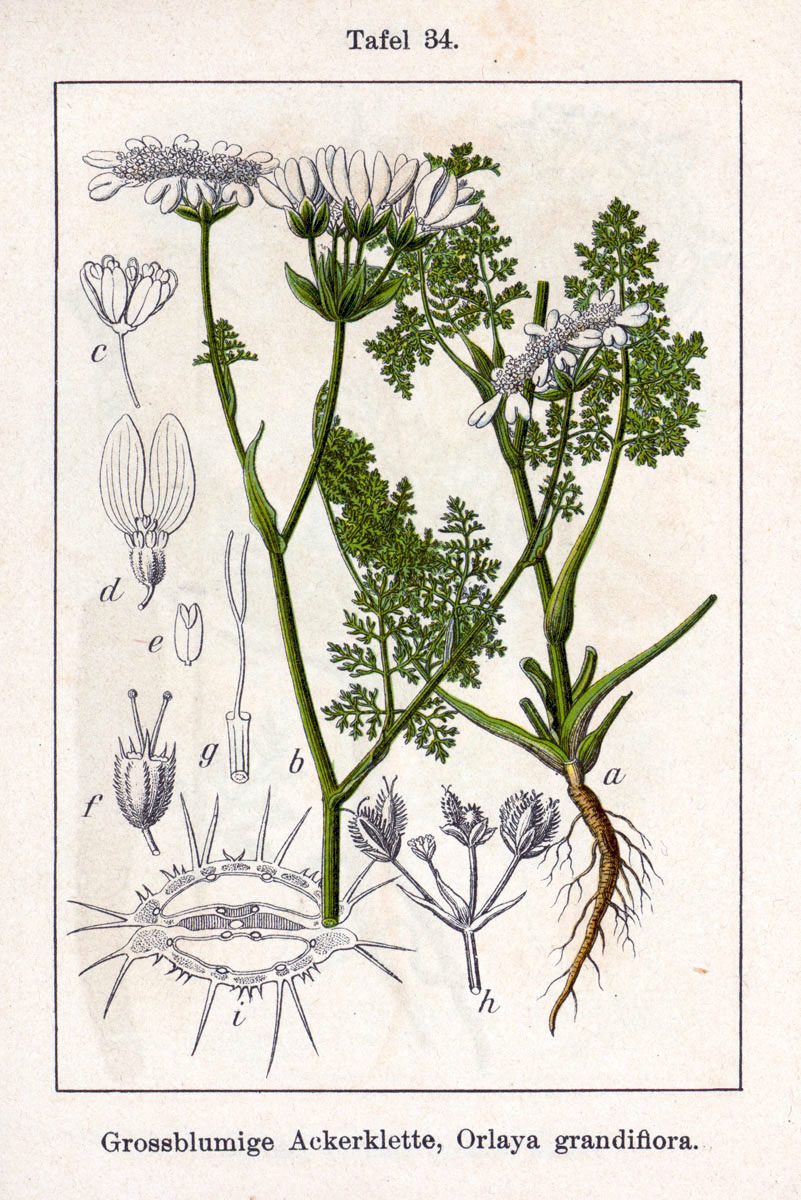
Illustratie van Jacob Sturm
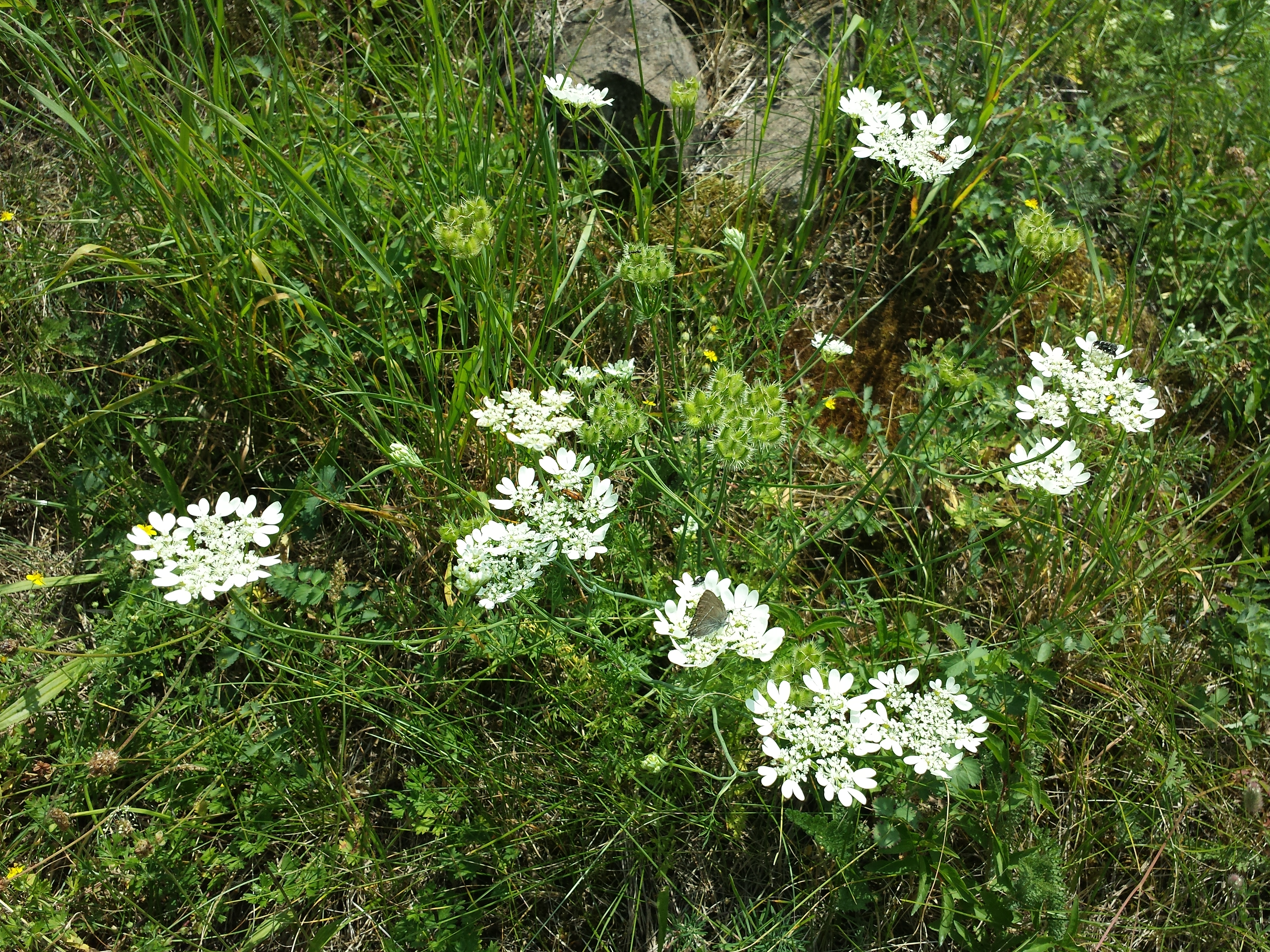
Plant
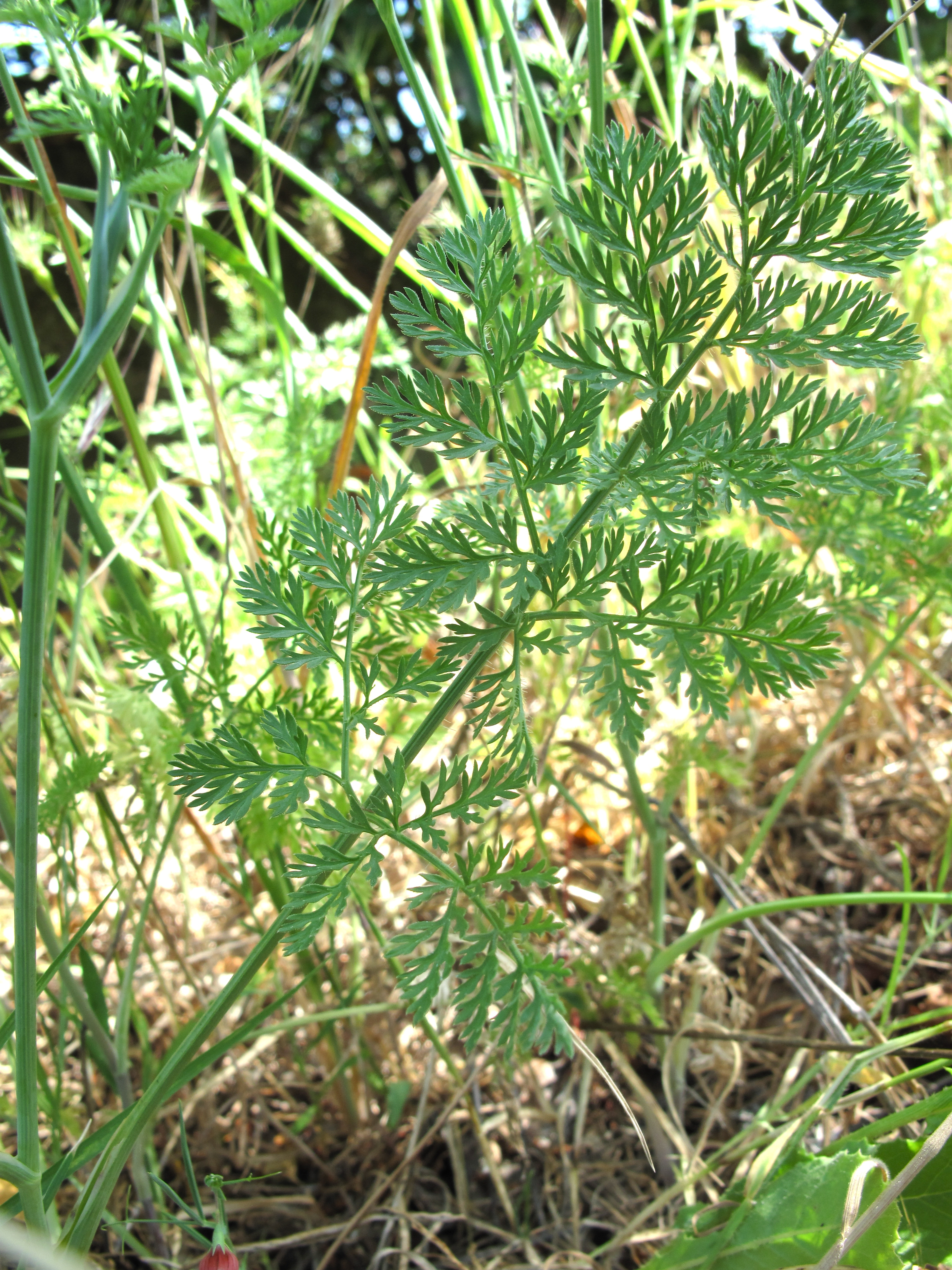
Gesteeld blad
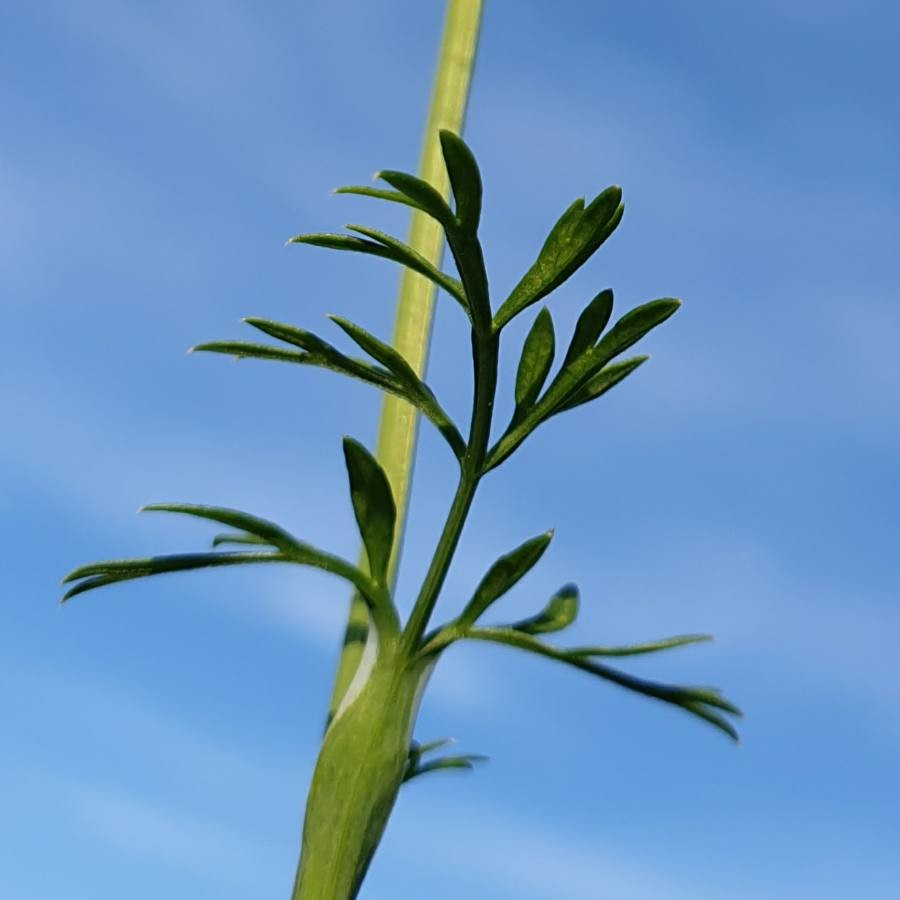
Zittend blad
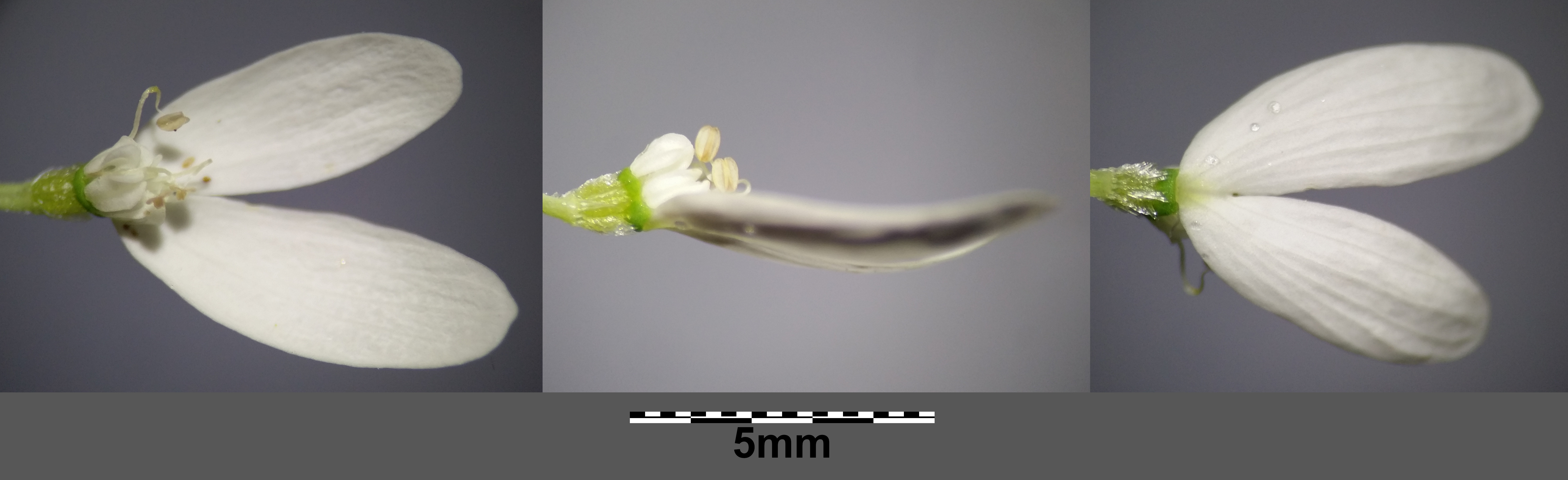
Randbloem
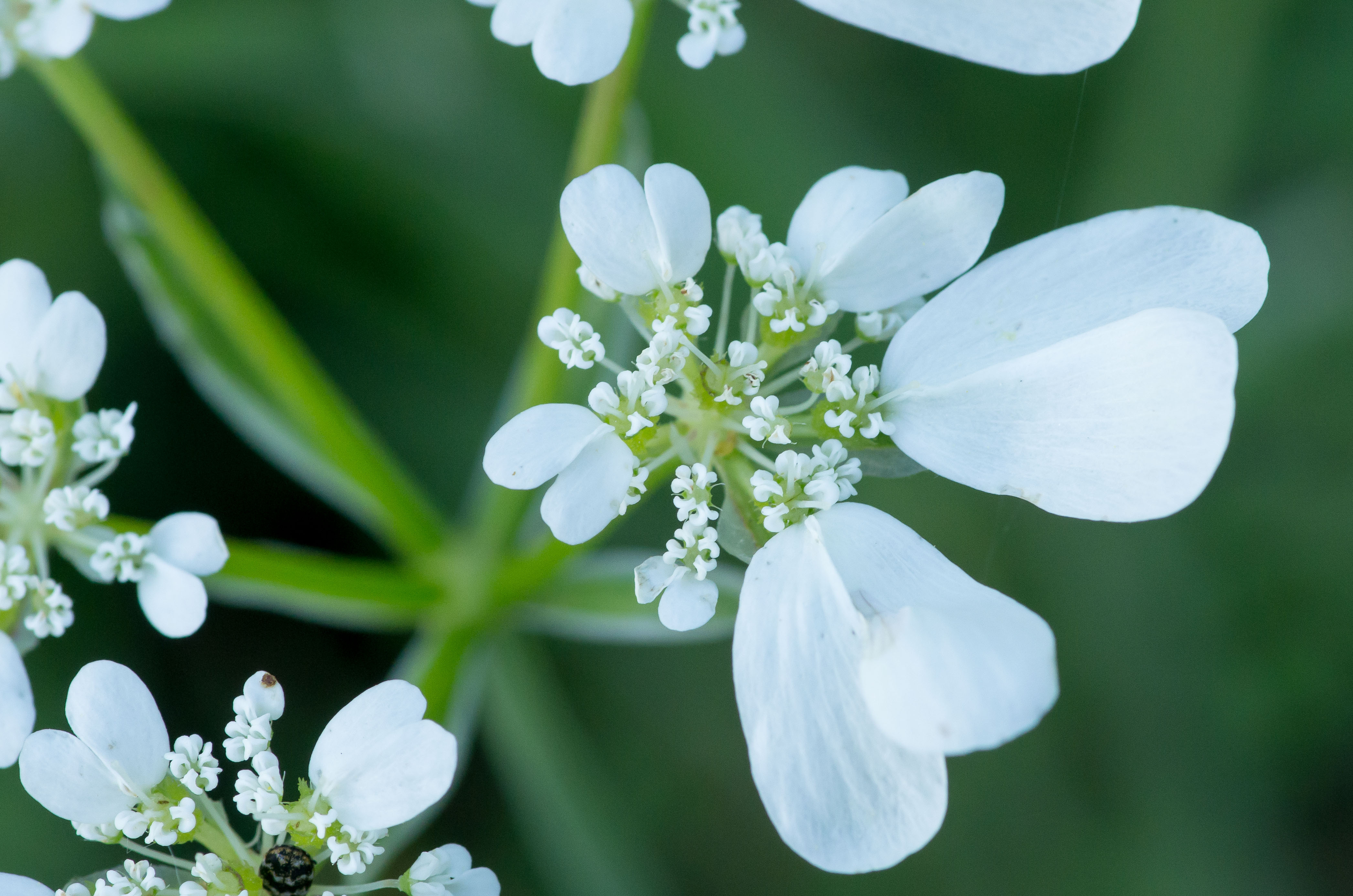
Stylopodia
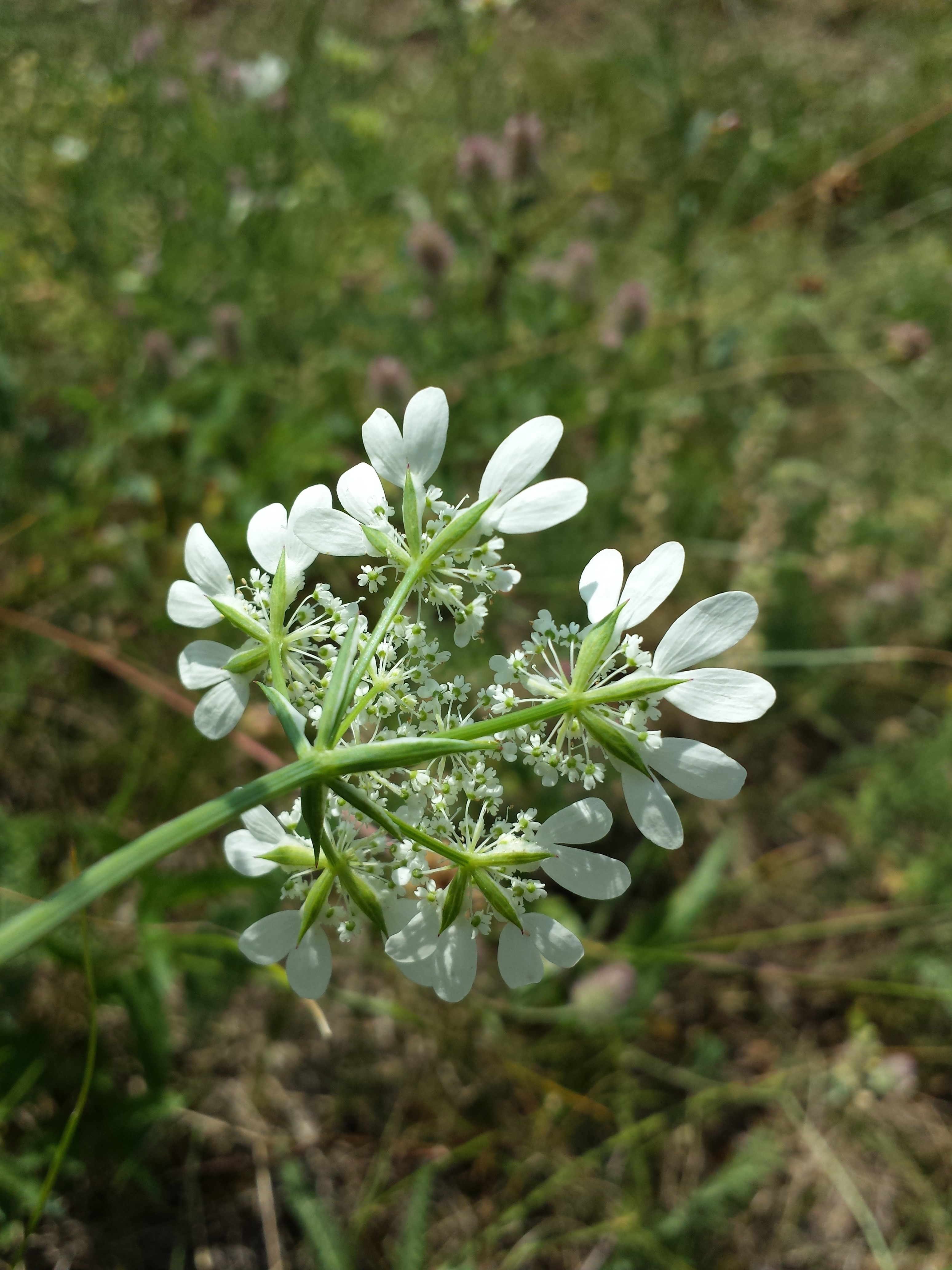
Samengesteld scherm met omwindsel en omwindseltje
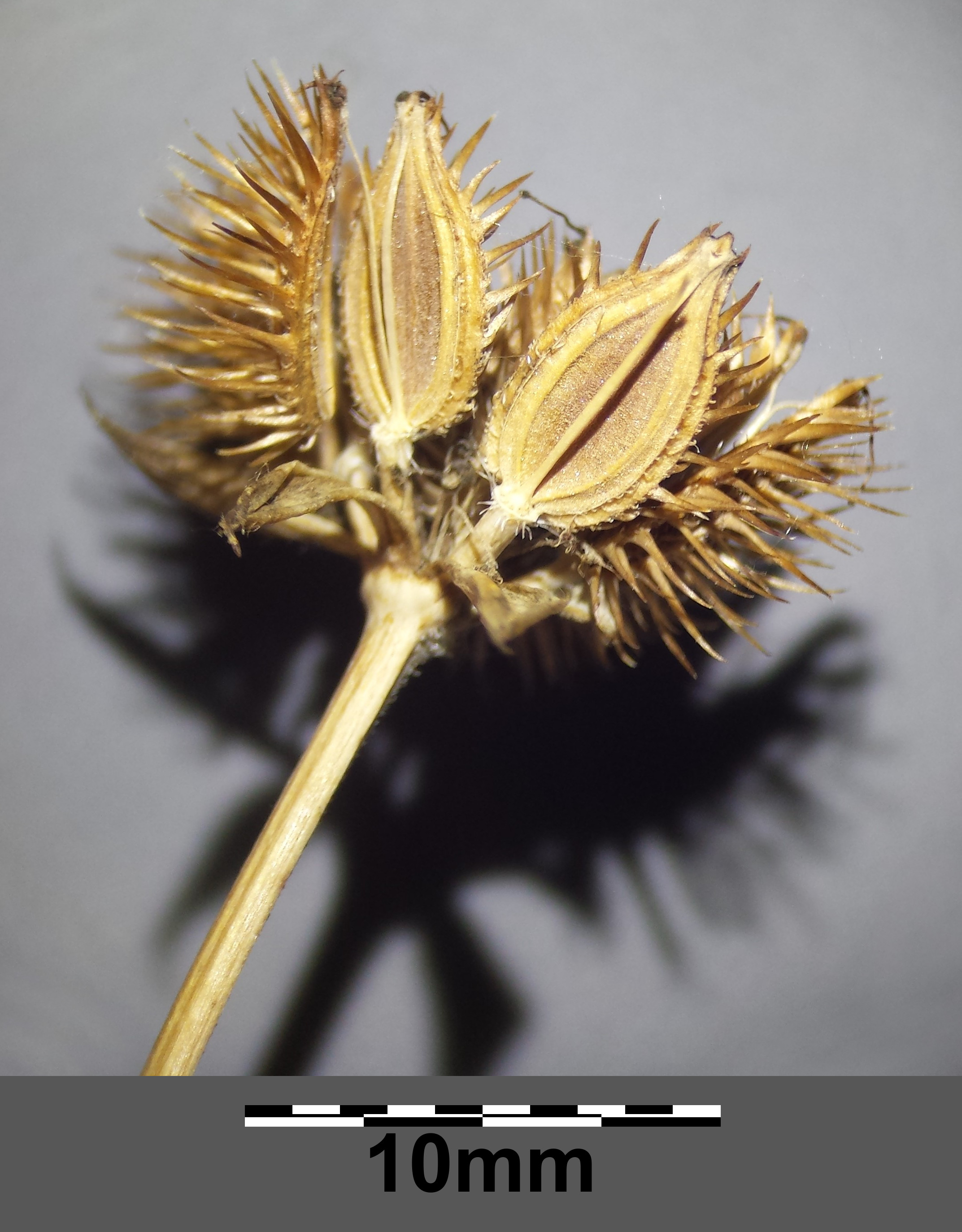
Tweedelige splitvrucht met carpoforen

De straalscherm komt voor op droge, kalkrijke grond in graanakkers, bermen, grasland.